# Franken
Franken é uma comuna francesa na região administrativa de Grande Leste, no departamento Alto Reno. Estende-se por uma área de 6,15 km². Em 2010 a comuna tinha 366 habitantes (densidade: 59,5 hab./km²).